# Hellmuth Marx
Hellmuth Marx (Linz, 17 giugno 1915 – Lienz, 1º gennaio 2002) è stato uno scultore austriaco.

## Biografia
Hellmuth Marx, ultimogenito di cinque figli, nacque a Linz. Suo padre, Viktor Marx da Graz (1870-1928), era un ufficiale dell'Impero austro-ungarico; la madre, Clara Marx nata Pichler (1876-1948) era originaria di Oberdrauburg (Gasthof Post).
Nel 1926 frequentò la scuola media a Graz, città natale della nonna paterna. Ottenne la maturità nel giugno del 1933 al Marieninstutut.
A partire dal 1933 studiò per sette semestri architettura (probabilmente seguendo l'esempio del ramo Pichler da Oberdrauburg della famiglia) alla Scuola Tecnica Superiore di Graz mentre era contemporaneamente iscritto alla Scuola d'Arte Regionale della Stiria, dove insegnavano i professori Daniel Pauluzzi, Alfred Wickenburg e Fritz Silberbauer. Ebbe anche l'occasione di studiare con Wilhelm Gösser, titolare d'un corso professionale di scultura del legno e della pietra. Wilhelm Gösser era figlio dello scultore Hans Brandstetter, autore della lastra commemorativa per il poeta Friedrich Marx ad Oberdrauburg (1909).
Nel 1938/39, dopo aver iniziato il servizio militare a Klagenfurt, fu inviato come soldato sul fronte del Mare del Nord. Gli avvenimenti militari lo portarono in Lapponia, Finlandia ed in Norvegia, fino a Narvik. Dopo aver superato un esame di accettazione, ottenne il permesso di interrompere il servizio militare tra il maggio del 1939 ed il gennaio del 1940 per poter frequentare come ospite la Scuola di Scultura Generale dell'Accademia delle Belle Arti di Vienna, scuola che poté frequentare anche durante il semestre invernale 1941/1942 grazie ad una vacanza-studio.
Nel 1946/47 ritornò a Vienna per frequentare la Scuola Professionale di Scultura della stessa Accademia sotto la guida del professor Josef Müllner. Nel 1948 trovò ospitalità presso la madre e due sorelle a Heiligenblut am Großglockner. Dopo gli studi a Vienna, rimase così ad Heiligenblut nel periodo tra il giugno 1947 e l'autunno del 1955, dove cominciò a lavorare come artista indipendente nel 1948. Dopo aver vissuto per anni da pendolare tra Heiligenblut ed Oberdrauburg, si stabilì definitivamente in quest'ultima, nella Stainernhaus sulla Piazza del Mercato, fino alla sua morte.
Hellmuth Marx morì il primo gennaio 2002 a Lienz.

## Opere
Da artista figurativo, Hellmuth Marx produsse opere figurative in cui è il corpo umano a dominare. In prima linea egli fu scultore. A parte questa attività principale, accanto alla pittura Hellmuth Marx si dedicò nel corso della sua vita anche alle restanti arti figurative. Parte della sua educazione di scultore furono anche il disegno (di nudi) e la pittura, che egli praticò saltuariamente ed a cui più tardi aggiunse la fotografia. I negativi delle sue foto, tra cui ritratti, sono andati perduti.

## Galleria d'immagini

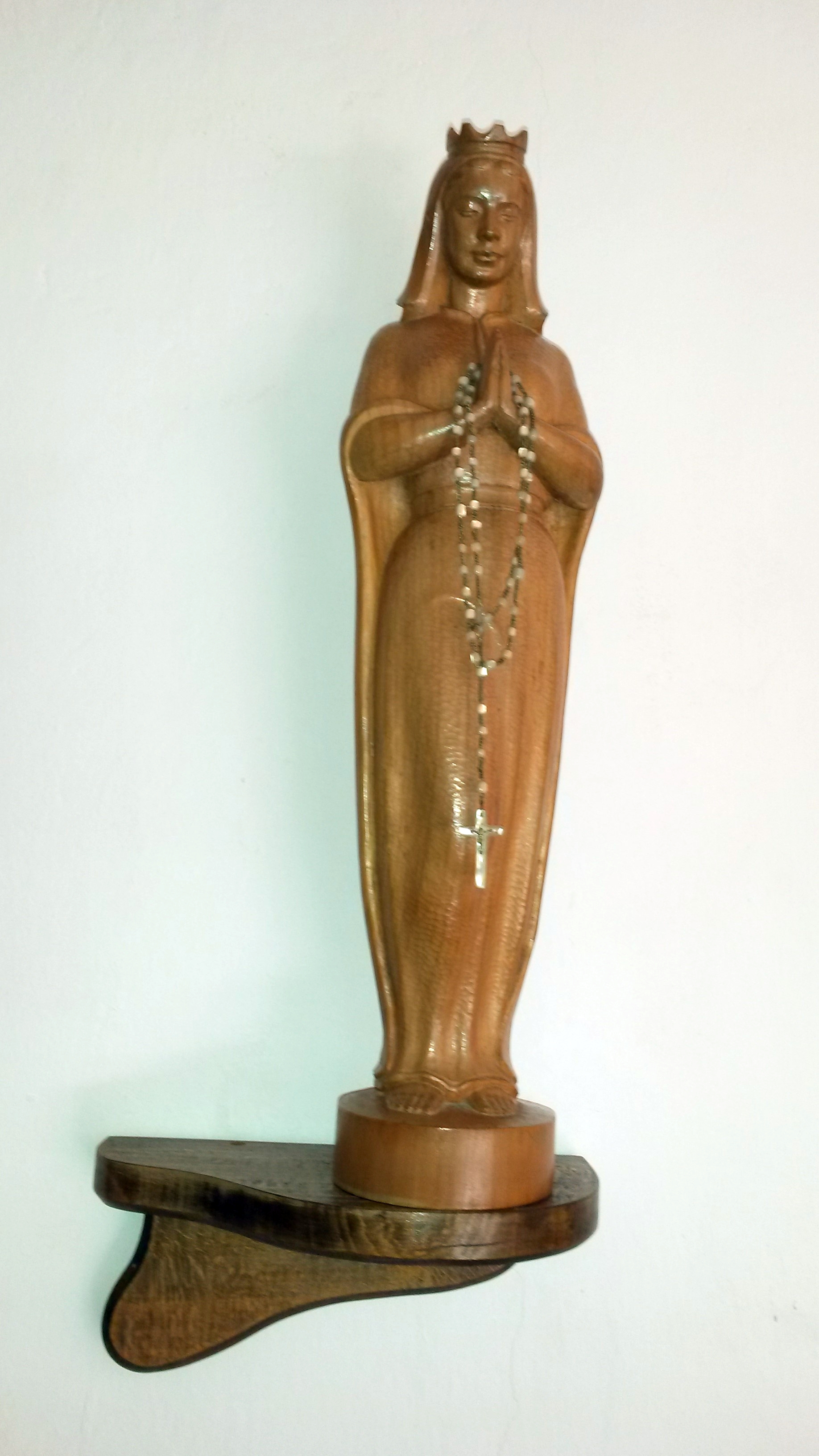
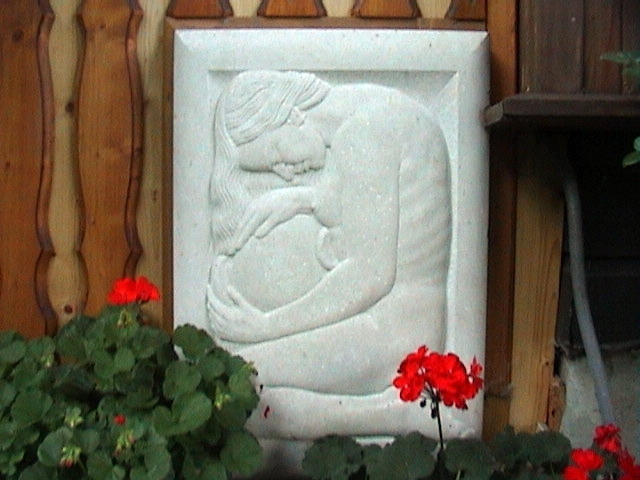